# 帕爾加城堡

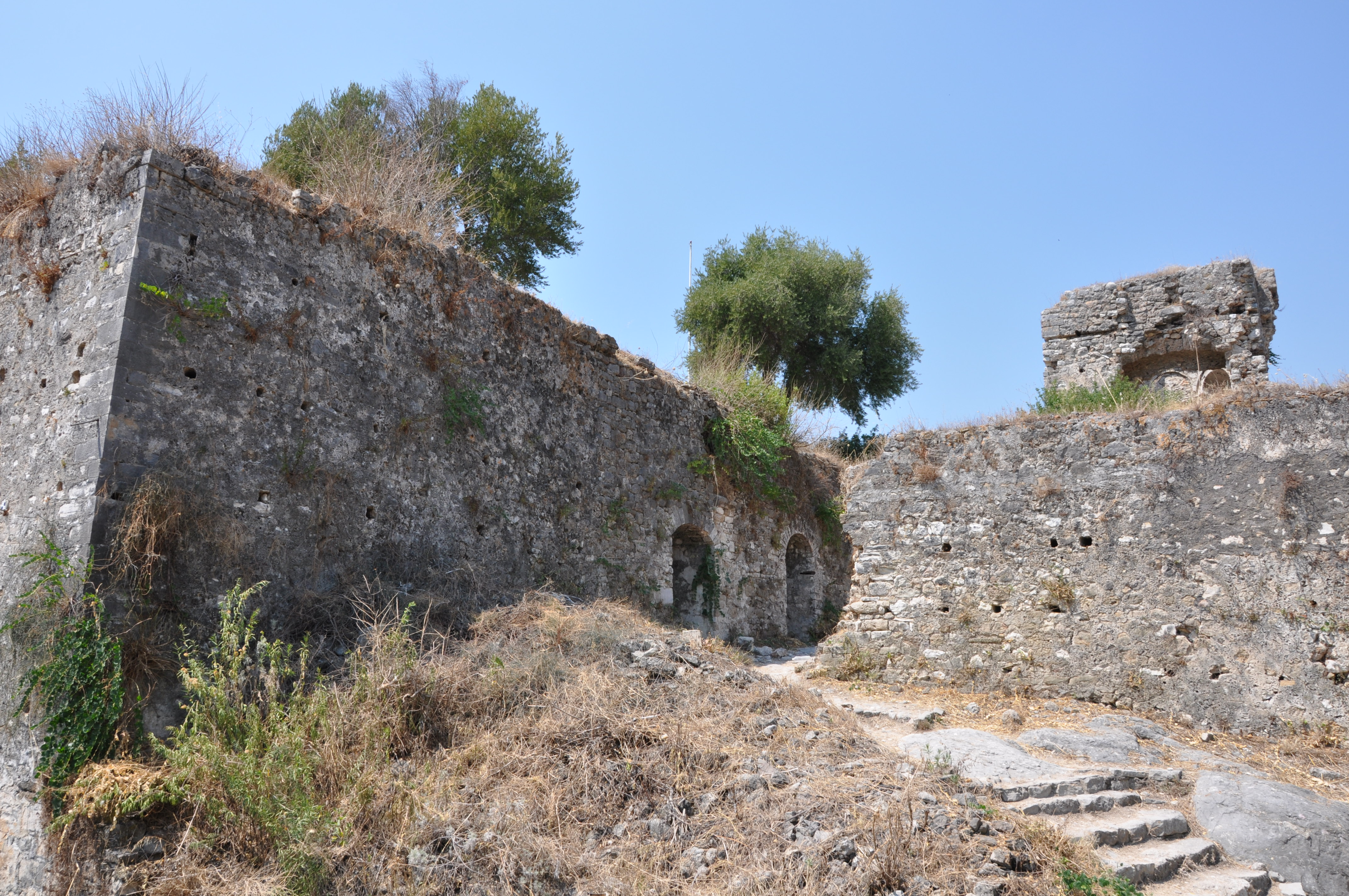

帕爾加城堡（希臘語：Κάστρο Πάργας）是希臘的一座中世紀城堡，位於伊庇魯斯城鎮帕爾加。自15世紀開始，這座城堡就是重要地標。